# Digitální kartografie
Digitální (počítačová) kartografie (anglicky digital cartography, computer cartography, computer assisted cartography, desktop mapping) je takové odvětví kartografie, které vytváří kartografická díla pomocí počítačů a jejich grafických periferních zařízení. Digitální kartografie vyžaduje výkonnou výpočetní techniku a speciální, většinou finančně náročný software.

## Počátky digitální kartografie
Rozvoj digitální kartografie úzce souvisí s rozvojem výpočetní techniky. Velký boom ve výpočetní technice nastal v 40. letech 20. století, kdy byl v Německu zkonstruován první počítač ZUSE Z4. Toto období je spíše takovým prapočátkem digitální kartografie.
Za počátek digitální kartografie se dá považovat zavedení geografických informačních systémů. Vývoj GIS je spojen s počátkem 60 let. 20. století. První geografický informační systém vyvinula koncem 60. let 20. století kanadská vláda.
Digitální kartografie se velmi prudce rozvíjela. I v dnešní době digitální kartografie pořád prochází vývojem, protože jsou pořád kladeny větší a větší nároky na tuto oblast.

## Způsoby prezentace dat
Digitální data se dají prezentovat ve dvou formátech: vektorovém nebo rastrovém.

### Rastrová prezentace
Rastrová prezentace vychází z rozdělení rovinného prostoru mříží na pravidelné buňky (pixely). Použitá buňka by měla být nekonečné opakovatelná v rovině a nekonečně rozložitelná na menší buňky stejného tvaru. Jednotlivými buňkami jsou reprezentovány bodové objekty. Linie jsou představovány liniovou sekvencí sousedních buněk a areálové objekty plošnou množinou sousedních buněk. Rozlišení rastru závisí na velikosti základní buňky – čím menší je buňka, tím kvalitnější data máme. Ale rovněž platí, že čím menší je buňka, tím větší je objem dat. 

### Vektorová prezentace
Vektorová prezentace je nejrozšířenější a nejstarší. Tento model pracuje s vektory – orientovanou úsečkou, která je definovaná počátečním a koncovým bodem, nebo křivkou, definovanou řídícími body. Vektory mohou tvořit tři základní geometrické prvky: bod, linie a polygon. Bod má počáteční a koncový bod stejný. Linie je otevřená posloupnost vektoru, následující vektor začíná tam, kde poslední končí. Polygon je uzavřená posloupnost vektorů. Výhodou tohoto modelu je, že umí pracovat s jednotlivými objekty jako se samostatnými celky a rovněž ke každému prvku je možné připojit velké množství atributů.

## Související disciplíny

### Interaktivní kartografie
Tato disciplína, jak už samotný název napovídá, se zabývá interaktivními mapami. Interaktivní mapy jsou takové mapy, které nám poskytují další doplňkové funkce, jako např. změnu měřítka, zapínaní a vypínaní dalších vrstev, vyhledávání objektů, posun, přibližování a oddalování objektů apod.
Rozvoj interaktivní kartografie souvisí se sítí Internet a především s užitím World Wide Web (www). Interaktivní mapy bývají nejčastěji využívány na webu, a proto bývá spojována s webovou kartografii. Příkladem interaktivní mapy může byt mapový server Mapy.cz.
Interaktivní mapy můžeme dělit z hlediska použití prostředků pro výměnu informací:
- Internetové – mapa se nachází na internetovém serveru a je propojena s různými databázemi nacházejícími se na internetu
- Intranetové – mapa se nachází na místní síti a je propojena s různými databázemi v LAN (místní počítačová síť); neobsahuje odkazy na databáze umístěné na internetu
- Místní – mapa i databáze se nachází na stejném počítači
- Hybridní – mapa se nachází na jednom počítači, místní síti či internetu a je propojena s různými databázemi nacházejícími se na místním disku, LAN a nebo na internetu

Dělení interaktivních map z hlediska použitých multimédií:
- textové – poskytují doplňující textové informace, např. formou www stránky
- obrázkové – po kliknutí se zobrazí např. fotografie daného objektu
- animační – použití animací, včetně videa; tj. dynamické interaktivní mapy
- zvukové – rozšíření funkcionality o zvuk, který je vztažen k vybraným objektům na mapě
- kombinace výše uvedených

### Multimediální kartografie
Multimediální kartografie označuje prezentaci prvků mapy více než dvěma médii. Tímto se rozumí zapojení ke grafice a textu média jako například animace, zvuk či video. Spojení těchto prvků je vytvářeno prostřednictvím World Wide Web, mobilních internetových technologií, interaktivními hypertextovými odkazy apod. Využití multimediální kartografie rozšiřuje možnosti poskytování geoprostorových informací prostřednictvím moderních komunikačních technologií. Jelikož multimediální mapa je nejčastěji interaktivní, má rovněž velmi úzkou souvislost s webovou kartografii.

### Webová kartografie
Počátkem 21. století nastupuje technologie internet, a tím pádem se rozvijí nová část kartografie – webová kartografie. Webová kartografie je obor zabývající se tvorbou, přenosem, zobrazováním a údržbou map v prostředí webu.
V současnosti mohou být geoinformace sdílené na různých serverech a s daty je možno interaktivně pracovat. Problematickým se ukázalo stanovení jednotného technického přístupu.

#### Dělení webových map
Webové mapy můžeme dělit podle formátu na rastrové a vektorové. Význam je popsán v kapitole způsoby prezentace dat. Dále můžeme webové mapy dělit podle způsobu tvorby na statické a dynamické. Statická mapa je taková, která byla vytvořena dříve v nějakém softwaru a následně byla publikována na internetu. Tyto mapy jsou většinou v rastrovém formátu a jejich obsah se po přiblížení nemění.Oproti tomu dynamické mapy jsou generovány podle požadavku uživatele a přiblížení přináší detailnější informace o sledovaném území. Dynamické mapy mohou být vektorové i rastrové.
Každou mapu statickou či dynamickou můžeme pak dělit podle doplňkových funkcí na náhledové a interaktivní. Náhledová mapa umožňuje uživateli pouze na mapu nahlížet a podává mu vždy stejnou informační hodnotu. Interaktivní mapa je taková mapa,která nám poskytují další doplňkové funkce jako např. obrázky, odkazy na jiné webové stránky, zvuky apod. 

#### Využití webových map
Každý druh mapy má specifické využití, které jsou popsány níže:
- Náhledové rastrové mapy – takový typ mapy se nejčastěji používá pouze když potřebujeme upozornit na nějakou skutečnost a není potřeba vkládat do této mapy další funkčnost. Příkladem může být jakákoliv mapa vložená na internet jako obrázek.
- Náhledové vektorové mapy – tyto typy map se příliš nevyužívají.
- Interaktivní rastrové statické mapy – jinak zvané „klikací mapy“jsou velmi často používané jako webové rozcestníky.
- Interaktivní vektorové statické mapy – tyto mapy se příliš nevyužívají, avšak příkladem může být mapa tratí ČD, kde kliknutím na příslušnou trať se nám objeví odkaz na jízdní řád.
- Náhledové rastrové a vektorové dynamické mapy – toto řešení je nepraktické a málo používané
- Interaktivní rastrové dynamické mapy – takové mapy se používají při ochraně vstupních dat
- Interaktivní vektorové dynamické mapy – tento typ se v internetu využívá velmi málo, je spíše používán v lokálních sítích

#### Publikování dat
Nejjednodušší metodou je prosté umístění na WWW. Obraz je jednoduše vložen přímo do HTML stránky. Tuto mapku není možné nijak upravovat, zvětšovat atd. Tuto metodu můžeme vylepšit tím, že vytvoříme náhledové tlačítko. Nejvyvinutější podobnou metodou jsou klikací mapy, kde mapa je rozdělená na určité části a kliknutím na příslušnou oblast je uživatel přesměrován na určitou část mapy. Tyto tři metody jsou nejjednodušší, protože využívají často pouze jazyk HTML.
Další metodou je Flash, která nám umožňuje vytvářet interaktivní aplikace. Tato metoda je založena na serverovém řešení. Příkladem je server historických map – oldmaps.geolab.cz, který využívá aplikaci Zoomify.
Třetí metodou je web mapping, který zobrazuje geografická data pomocí serverové aplikace. Tato aplikace komunikuje se serverem a předává mu vyžádaná data. Touto aplikaci je mapový server. 
Poslední a nejnovější metodou jsou webové mapové služby, které umožňují sdílení dat mezi různými servery. Základní standardy pro publikaci dat na webu dle OGS (Open GeospatialConsortium) :
- WMS – Web Map Service– server uživateli poskytne rastrový obrázek, ten si může měřítko nastavit podle sebe
- WMTS– Web Map Tile Service – umožňuje přenést data jako rastrový obrázek, ale jsou zde přednastavená měřítka
- WFS – Web Feature Service– poskytne vektorová data převedená do formátu GML–GeographyMarkupLanguage
- WCS– Web Coverage Service – poskytne vektorová data i rastrová a nějaké rozšíření (např. časové řady)

#### Grafické formáty v prostředí webu
Pro webovou kartografii jsou nejznámějšími formáty JPEG, GIF, PNG a SVG.
- JPEG (JPEG FileInterchaneFotmat) je kompresní formát se ztrátovou kompresí a je to nejčastější formát používaný pro přenášení obrázků na WWW.[10]
- Dalším formátem je GIF (GraphicsIntercgangeFormat), který používá bezztrátovou kompresi LZW. Velkou nevýhodou je, že umožňuje zobrazení pouze maximálně 256 barev. Výhodou je, že tento formát umožňuje vytvářet jednoduché animace. GIF má stejně jak JPEG přímou podporu internetových prohlížečů.[10]
- Jako vylepšení GIF byl vyvinut formát PNG (Portable Network Graphics), který používá lepší bezztrátovou kompresi a rovněž zde není nevýhoda omezení barev, ale nepodporuje animace.[10]
- SVG (ScableVectorGraphic) je formát určený pro dvourozměrná vektorová data. Tento formát je sice z roku 2001, ale je stále častěji upřednostňován.[10]

### Kartografie pro mobilní zařízení
S rozvojem chytrých telefonu digitální kartografie vstupuje i do této oblasti. Telekomunikační technologie se rychle rozvíjely a v 21. století, téměř každý využívá ve svém chytrém telefonu digitální kartografii např. pro navigaci. Toto odvětví umožnilo využívání map téměř kdekoli a kdykoli.

## Digitální mapa
Digitální mapa jinak zvaná počítačová mapa, IT mapa, elektronická mapa, e-mapa apod. je digitální záznam obsahu konstrukčních prvků mapy, které je možno vizualizovat a zpracovávat pomocí počítačového systému.

### Tvorba digitálních map
Novodobé digitální mapy mají řadu problému jako například velké množství různých datových formátů. Rozdílné formáty jsou pro vektory, rastry, text, uložení dat a metadat, publikování grafických a negrafických výsledků apod. Často se stává, že formáty nejsou mezi sebou kompatibilní a pak nastává problém se sdílením a šířením. Stává se, že i formáty jsou spojené z konkrétním software a nebo operačním systémem, což způsobuje velký nárůst formátů a rovněž výměnu dat mezi jednotlivými systémy. Problém vykazuje i popis a struktura dat, které jsou neúplně popisována metadaty.

### Klasifikace digitálních map
Digitální mapy můžeme dělit podle míry ovlivnění zobrazení mapy uživatelem, podle typu zdrojových dat, podle způsobu vizualizace dat a podle dynamických vlastností.
- Podle míry ovlivnění zobrazení mapy uživatelem můžeme dělit kartografii na interaktivní a náhledové (viz dělení webových map).
- Podle typu zdrojových dat dělíme digitální kartografii na původně digitální a původně analogová.
- Podle způsobu vizualizace dat se digitální kartografie dělí na rastrovou a vektorovou (viz kapitola způsoby prezentace dat).
- Podle dynamických vlastností se dělí na statickou a dynamickou (viz kapitola dělení webových map).

### Výhody digitálních map
První výhodou je aktualizace. Papírové mapy je možné aktualizovat výrazně hůře a méně často. Další výhodou je, že digitální mapy mohou nést více informací než klasické papírové mapy. Digitální mapy dokážou také například vypočítávání nejlepší trasy podle kritérii řidiče. Digitální mapy jsou z hlediska tvorby rychlejší a levnější. S příchodem digitálních map přichází i narůst přesnosti map díky poklesu pravděpodobnosti lidské chyby. Mezi další výhody patří rovněž vyhledávání. Vyhledávání v papírových mapách je obtížnější než v digitálních.

## Softwary používané v digitální kartografii
Nejpoužívanějšími softwary v digitální kartografii jsou ArcGIS a OCAD.	Další softwary používané v digitální kartografii jsou např. GEOMEDIA, IDRISI nebo volně dostupný software GRASS.
ArcGIS je geografický informační systém určený pro práci s prostorovými daty. Díky tomuto softwaru můžeme data vytvářet a spravovat, ale rovněž analyzovat a vizualizovat. Výsledky lze sdílet jako tradiční mapu, interaktivní aplikace nebo přehledné reporty. ArcGIS se skládá z jednotlivých aplikací: desktopové aplikace, serverové aplikace, mobilní aplikace a portál pro sdílení.
OCAD je počítačový program určený pro kresbu všech druhů map. Program umožňuje kartografickou kresbu a obsahuje editační nástroje. Výsledkem mohou být internetové mapy, export do požadovaných GIS formátů nebo předtisková sestava pro následnou reprodukci kartografického díla.